# Своенравный сотник
«Своенра́вный со́тник» (англ. The Humorous Lieutenant) — трагикомедия английского драматурга Джона Флетчера, впервые поставленная в 1619 году актерской труппой «Слуги короля».

## Содержание
Хотя некоторые детали заимствованы драматургом из Плутарха, прямых источников пьесы не обнаружено; сюжет, скорее всего, целиком создан Флетчером. Действие происходит на Среднем Востоке вскоре после смерти Александра Македонского. Среди героев — реальные исторические лица, наследники Александра: Антигон Одноглазый и его сын Деметрий Полиоркет; Селевк Никатор, Птолемей Сотер, Лисимах.
Антигон и Деметрий ведут войну против объединившихся в союз Селевка, Птолемея и Лисимаха. При штурме Антиохии войска Антигона берут в плен прекрасную девушку, называющую себя Селией. Царевич Деметрий влюбляется в неё, выкупает из плена и содержит. Селия, однако, привлекает и внимание Антигона; она успела полюбить Деметрия и вынуждена противостоять домогательствам старого царя, а после — клевете, опорочивший её перед Деметрием. В финале выясняется, что Селия — потерянная дочь царя Селевка, а её настоящее имя — Энанта. Цари заключают мир и договариваются о браке детей.
Название пьеса получила по второстепенному персонажу, сотнику из войска Антигона; по-видимому, этот герой пользовался у зрителей популярностью. Комические сцены с ним — к примеру, эпизод, когда сотник, случайно выпив предназначавшееся для Селии любовное зелье, влюбляется в царя — вкраплены в романтическую историю, образуя побочный сюжет.

## Публикации
Пьеса впервые напечатана в первом фолио Бомонта и Флетчера (1647), затем — во втором фолио (1679). Второе фолио приводит список актёров, участвовавших в премьерной постановке — этот список позволяет датировать пьесу: в нём упоминаются Джозеф Тейлор, который присоединился к «Слугам короля» весной 1619 года (заменив умершего Ричарда Бёрбеджа), и Генри Конделл, вскоре после этого оставивший сцену; поэтому премьеру «Своенравного сотника» можно довольно уверенно отнести к 1619 году.
Сохранилась также рукопись трагикомедии, изготовленная профессиональным писцом Ральфом Крейном, тесно сотрудничавшим со «Слугами короля», по заказу придворного и дипломата Кенелма Дигби. Рукопись создана в 1625 году; в ней пьеса названа «Деметрий и Энанта», по именам главных героев, и длиннее примерно на 70 строк. Печатный же текст представляет собой слегка сокращённую для сцены редакцию.
На русский язык пьеса переводилась один раз — Юрием Корнеевым. Перевод впервые опубликован в составе двухтомного собрания сочинений Бомонта и Флетчера в 1965 году.